# Hexoplonini
Los hexoploninos (Hexoplonini) son una  tribu de coleópteros polífagos crisomeloideos de la familia Cerambycidae.

## Géneros
Tiene los siguientes géneros:
- Calycibidion Martins, 1971
- Ctenoplon Martins, 1967
- Epacroplon Martins, 1962
- Glyptoceridion Martins, 1959
- Glyptoscapus Aurivillius, 1899
- Gnomidolon Thomson, 1864
- Hexocycnidolon Martins, 1960
- Hexoplon Thomson, 1864
- Isostenygra Martins & Galileo, 1999
- Neognomidolon Martins, 1967
- Notosphaeridion Martins, 1960
- Ophtalmoplon Martins, 1965
- Pronoplon Martins, 1967
- Pseudoplon Martins, 1971
- Spinoplon Napp & Martins, 1985
- Stenygra Audinet-Serville, 1834
- Tapuruia Lane, 1973
- Tetraibidion Martins, 1967
- Tetroplon Aurivillius, 1899
- Trichoplon Martins, 1967
- Uirassu Martins & Galileo, 2010